# Лория, Геронтий Эвтихович
Геронтий Эвтихович Лория (30 ноября 1935, Гутури, Чохатаурский муниципалитет — 5 августа 2002, Курган) — бригадир комплексной бригады в строительно-монтажного управления № 1 объединения «Кургантяжстрой», Курганская область. Герой Социалистического Труда.

## Биография
Геронтий Эвтихович Лория родился 30 ноября 1935 года в семье служащего в селе Гутури Чохатаурского поссовета Чохатаурского района Грузинской ССР ЗСФСР, ныне село входит в Чохатаурский муниципалитет края Гурия Грузии. Грузин.
Из седьмого класса дневной школы перешёл в вечернюю, устроился на работу помощником киномеханика на кинопередвижке. Разъезжал по селениям Чохатаурского и соседних районов Грузинской ССР. После 8 класса переехал в столицу республики город Тбилиси к тёте. Здесь учился в средней вечерней школе и одновременно работал киномехаником кинотеатра «Колхозник».
В 1954 году был призван в Советскую Армию и направлен в железнодорожные войска. В школе мостовиков-строителей в городе Свердловске получил специальность строителя-бетонщика. Службу проходил в Уральском военном округе, в воинской части которая реконструировала депо станции Курган и ставила мачты для электрификации железной дороги на участке Шумиха — Курган — Макушино и прокладывала дорогу на целину на участке Утяк — Пресногорьковская. После демобилизации в 1958 году остался жить в городе Кургане.
Устроился работать каменщиком в строительно-монтажный трест № 74. С первых дней молодой строитель зарекомендовал себя старательным рабочим, творческим человеком, активистом. Он быстро достиг профессионального мастерства, получил высший разряд каменщика, возглавил бригаду УНР-3 из 58 человек, почти полностью состоящую из ребят, приехавших на стройки Кургана по комсомольским путевкам. Уже вскоре о способном молодом бригадире и его ударном коллективе широко заговорили среди строителей города.
В 1965 году возглавил комплексную бригаду в строительно-монтажном управлении № 1 объединения «Кургантяжстрой». Под его руководством бригада стала одной из самых передовых в Курганской области, успешно применяющей метод бригадного подряда. Задание X пятилетки бригада выполнила за 3 года и 6 месяцев. Ещё более успешно она трудилась в XI пятилетке, план которой был выполнен за 3 года и 3 месяца. Бригада много раз была лучшей бригадой Министерства, являлась участницей ВДНХ СССР.
Бригадир сумел создать коллектив первоклассных специалистов, способных творчески решать все технические вопросы. В его бригаде каждый работник овладел двумя-тремя смежными профессиями, только в XI пятилетке в бригаде разработано и внедрено в жизнь 12 рационализаторских предложений. Среди строительных бригад Курганской области бригада Лория всегда отличалась высокой трудовой дисциплиной, награждена вымпелом «Герои космоса — гвардейцам пятилетки». Ей присвоены звания имени 60-летия СССР, имени 40-летия Победы советского народа в Великой Отечественной войне 1941—1945 годов. В бригаде трудились 15 каменщиков-орденоносцев.
Указом Президиума Верховного Совета СССР от 25 октября 1985 года Лории Геронтию Эвтиховичу присвоено звания Героя Социалистического Труда с вручением ордена Ленина и Золотой медали «Серп и Молот».
Вместе со своей бригадой Г. Э. Лория строил цеха заводов «Химмаш», КМЗ, ЖБИ, высотное здание мелькомбината и медсанчасть строителей, многоквартирные жилые дома. Бригада работала не только в областном центре, но и в районах — это главный корпус и жилые дома Курганской сельскохозяйственной академии, Дом культуры в Лебяжьем и детский сад в Половинном; жилые дома в Каширино, Попово, Речном и других селах.
Все годы работы в строительстве Г. Э. Лория участвовал в общественной жизни, был партгрупоргом участка, членом парткома управления, возглавлял совет бригадиров объединения «Кургантяжстрой», умело пропагандировал профессию строителя, постоянно выступал перед учащимися школ и профтехучилищ, на страницах местных и центральных газет, по радио и телевидению. «Заслуженный строитель РСФСР».
В 1988 году Лория участвовал в работе XIX Всесоюзной конференции КПСС.
С 1996 года — находился на пенсии. Жил в городе в Кургане.
Геронтий Эвтихович Лория скончался 5 августа 2002 года. Похоронен на Новом Рябковском кладбище города Кургана Курганской области.

## Награды
- Герой Социалистического Труда, 25 октября 1985 года
  - Орден Ленина
  - Медаль «Серп и Молот»
- Орден Трудового Красного Знамени, 5 апреля 1971 года
- Юбилейная медаль «За доблестный труд. В ознаменование 100-летия со дня рождения Владимира Ильича Ленина»
- Заслуженный строитель РСФСР, 1976

## Память
- Мемориальная доска на доме, где жил заслуженный строитель, г. Курган, ул. Пушкина, 24[3].